# 대양로
대양로(Daeyang-ro)는 경기도 고양시 덕양구 관산동 필리핀참전비앞교차로에서 고양시 덕양구 고양동를 잇는 도로이다.

## 주요 경유지
경기도
- 고양시 덕양구 (관산동 . 고양동)

## 노선
| 이름                  | 접속 노선             | 소재지 | 소재지 | 비고 |
| --------------------- | --------------------- | ------ | ------ | ---- |
| 필리핀참전비앞 교차로 | 국도 제1호선 (통일로) | 덕양구 | 관산동 |      |
| 대자동 교차로(회전)   | 무민로                | 덕양구 | 고양동 |      |
| 휘파람재              |                       | 덕양구 | 고양동 |      |
| (이름없음)            | 읍내로                | 덕양구 | 고양동 |      |